# Renocila periophthalma
Renocila periophthalma är en kräftdjursart som beskrevs av Stebbing1900. Renocila periophthalma ingår i släktet Renocila och familjen Cymothoidae. Inga underarter finns listade i Catalogue of Life.